# Aldea de Arriba (Boiro)
Aldea de Arriba es una aldea española situada en la parroquia de Castro, del municipio de Boiro, en la provincia de La Coruña, Galicia.

## Demografía
| Gráfica de evolución demográfica de Aldea de Arriba entre 2000 y |
|                                                                  |
| Datos según el nomenclátor publicado por el INE.                 |